# There and Back (album, Jeff Beck)
There and Back je třetí sólové studiové album Jeffa Becka, vydané v roce 1980 u Epic Records. Na prvních třech skladbách se podílel i česko-americký klávesista Jan Hammer.

## Seznam skladeb
| Pořadí         | Název            | Autor           | Délka |
| -------------- | ---------------- | --------------- | ----- |
| 1.             | Star Cycle       | Hammer          | 4:56  |
| 2.             | Too Much to Lose | Hammer          | 2:55  |
| 3.             | You Never Know   | Hammer          | 4:03  |
| 4.             | The Pump         | Hymas, Phillips | 5:43  |
| 5.             | El Becko         | Hymas, Phillips | 3:59  |
| 6.             | The Golden Road  | Hymas, Phillips | 4:55  |
| 7.             | Space Boogie     | Hymas, Phillips | 5:04  |
| 8.             | The Final Peace  | Hymas, Beck     | 3:36  |
| Celková délka: | Celková délka:   | Celková délka:  | 35:11 |

## Sestava
- Jeff Beck – baskytara, kytara
- Mo Foster – baskytara
- Jan Hammer – bicí, klávesy
- Tony Hymas – klávesy
- Simon Phillips – bicí